# Ernst Behrend (Schriftsteller)
Friedrich Karl Gottlieb Ernst Behrend (* 31. Juli 1851 in Kentzlin in Pommern; † 12. März 1912 in Königsberg in Preußen) war ein preußischer Beamter und Schriftsteller.

## Leben
Ernst Behrend war der Sohn eines pommerschen Gutsbesitzers. Er war seit 1908 als Geheimer Oberfinanzrat der Präsident der Königlichen Oberzolldirektion in Königsberg. Nebenher war er schriftstellerisch tätig.
Ernst Behrend starb im März 1912 im Alter von 60 Jahren in Königsberg. Die Beisetzung erfolgte auf dem Berliner Luisenstädtischen Friedhof im heutigen Ortsteil Kreuzberg. Das Grab ist nicht erhalten.

## Werke
- Novellen. Berlin 1894
- Sonntagskinder. Novelle. Berlin 1900
- Silberblick. Novelle. Berlin 1902
- Herdfeuer und Heidewind. Gedichte. Münster 1906 [2. Aufl. 1907]